# Beginning to See the Light
„Beginning to See the Light“ je píseň americké skupiny The Velvet Underground. Vyšla na šesté pozici třetího alba skupiny, jež dostalo název The Velvet Underground a vyšlo v březnu roku 1969. Koncertní verze písně vyšly na albech Live at Max's Kansas City (1972), 1969: The Velvet Underground Live (1974) a The Complete Matrix Tapes (2015). Roku 2013 vyšla na rozsáhlé reedici alba White Light/White Heat alternativní verze písně, v níž hrál na baskytaru Velšan John Cale, který byl ze skupiny vyhozen ještě před nahráváním alba The Velvet Underground a v albové verzi tudíž nehrál. V nahrávce vydané na albu The Velvet Underground hráli Lou Reed (rovněž autor písně), Sterling Morrison, Maureen Tuckerová a Doug Yule. Česká skupina The Plastic People of the Universe vydala svou verzi písně na archivním koncertním albu Trouble Every Day (nahrávka pochází z roku 1971, album vyšlo roku 2002). Na album Heaven & Hell: A Tribute to the Velvet Underground (1990) nahrála vlastní verzi písně irská kapela Into Paradise.